# 月亮公園 (墨爾本)
墨爾本月亮公園 （也称作露娜公园），是一個歷史悠久的主題公園，位於澳洲維多利亞州墨爾本市圣基尔达，公园建立在紧邻海滩的一片三角形地块上，於1912年12月正式開幕。

## 游乐项目

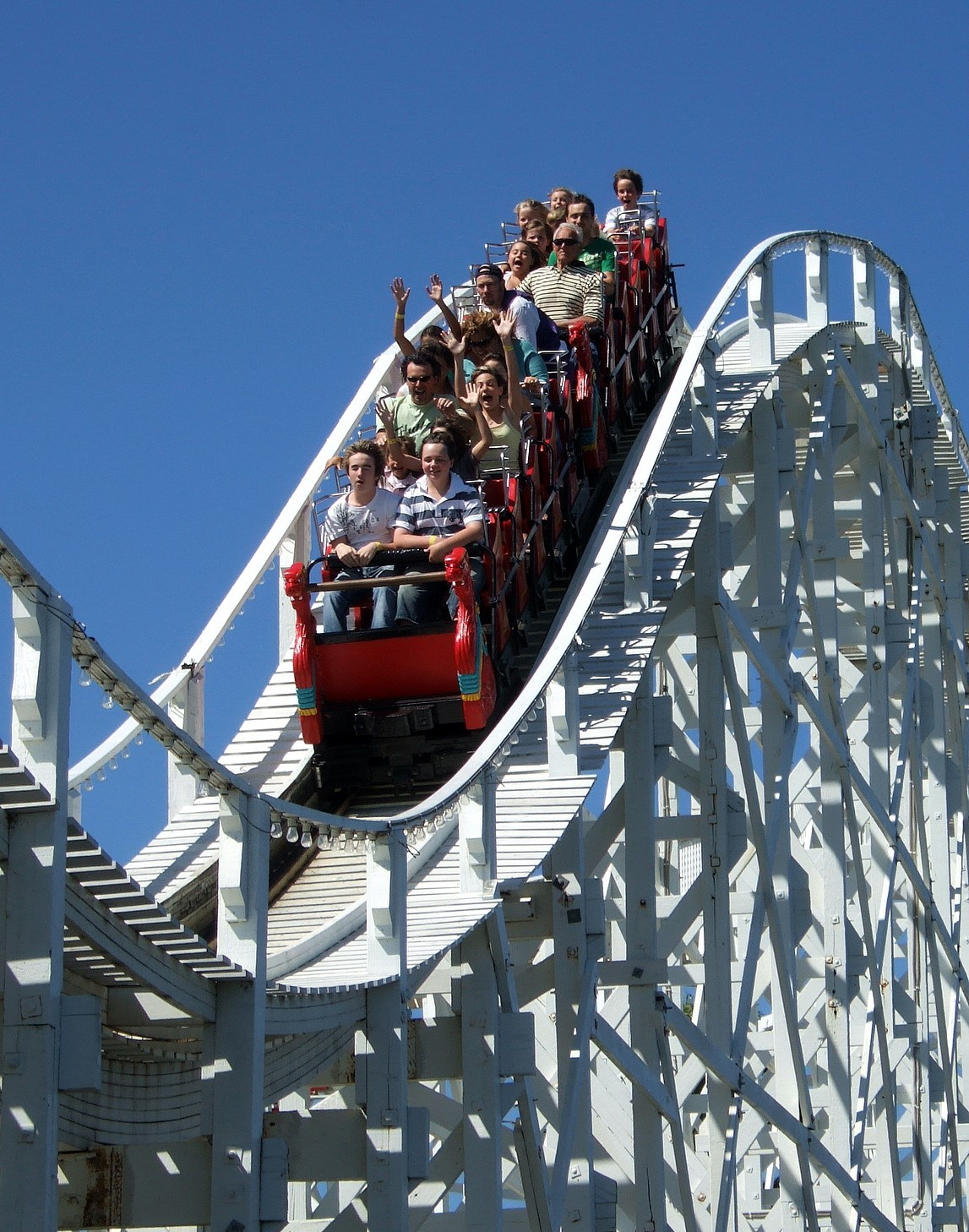
園內的雲霄飛車，可见中间站立有一名男性工作人员来控制刹车。

公园游乐项目以儿童为主，包括（更新至2018年）：
- Moon Balloons，一个小型的摩天轮。
- Holodeck，一个小型的带有动感的电影院，模拟乘坐过山车场景。
- Betty Choo Choo，在园内道路上行驶的无轨小火车。
- The Power Surge，现代化的旋转类游戏项目，整个公园中对身高要求最高的项目（至少130cm）。
- Road Runner，一辆会旋转的赛车，2017年启用。
- The Mirror Maze，装有75面镜子的一个迷宫，建于2005年，为免费项目。
- Street Legal Dodgems，2000年建成的碰碰车游戏 。
- The Great Scenic Railway，建于1912年的过山车，游乐园的招牌项目，轨道沿公园边界而建。此过山车是世界上运营中的最古老的过山车。此过山车需要一名工作人员始终站在过山车上的中间位置来控制刹车为其特色，这种类型的过山车在世界上仅存有3个。
- Spider Rider，1983年建成，中间为蜘蛛的形象，其张开的腿的末端为乘客的座椅，上下运动和旋转。
- Twin Dragon，海盗船游戏。
- Sky Rider，建于1971年的一个摩天轮，升高后游客能正对大海欣赏景色。
- Ghost Train，游客乘坐小车进入黑暗的鬼屋，其于1934建成的轨道使用至今。
- Arabian Merry，供儿童乘坐的小飞象。
- Red Baron，建于2001年，为公园中唯一一个限制最高身高的游乐项目，仅限不超过120cm的儿童乘坐。
- Silly Serpent，一个小型的过山车。
- Coney Island Top Drop，一个13米高的跳楼机。
- Enterprise，现代化的旋转类游戏项目，2001年建成。
- Carousel，1913年建成的一个大型旋转木马。
- Pharaoh's Curse，现代化的旋转类游戏项目。

## 圖集

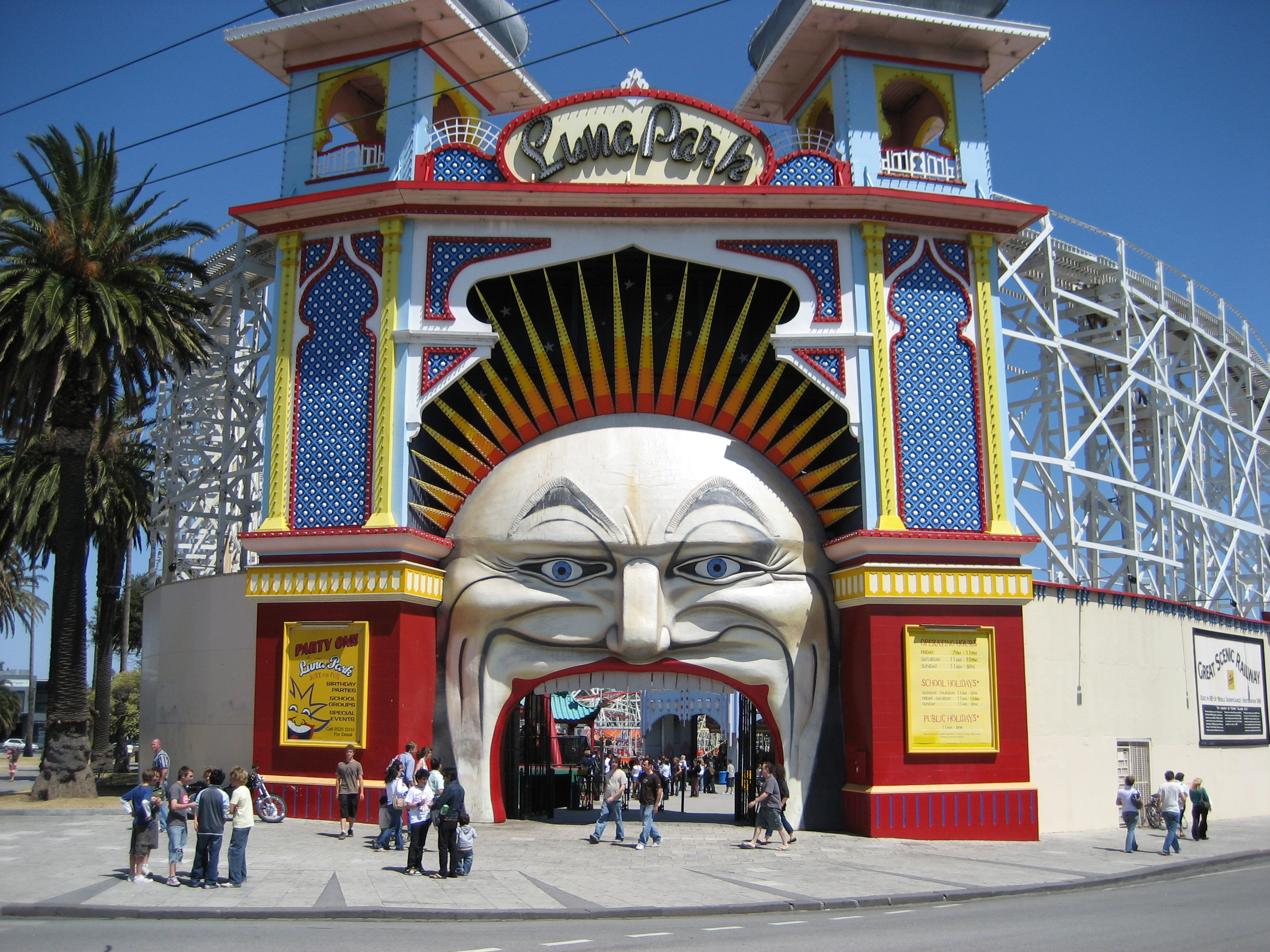
入口
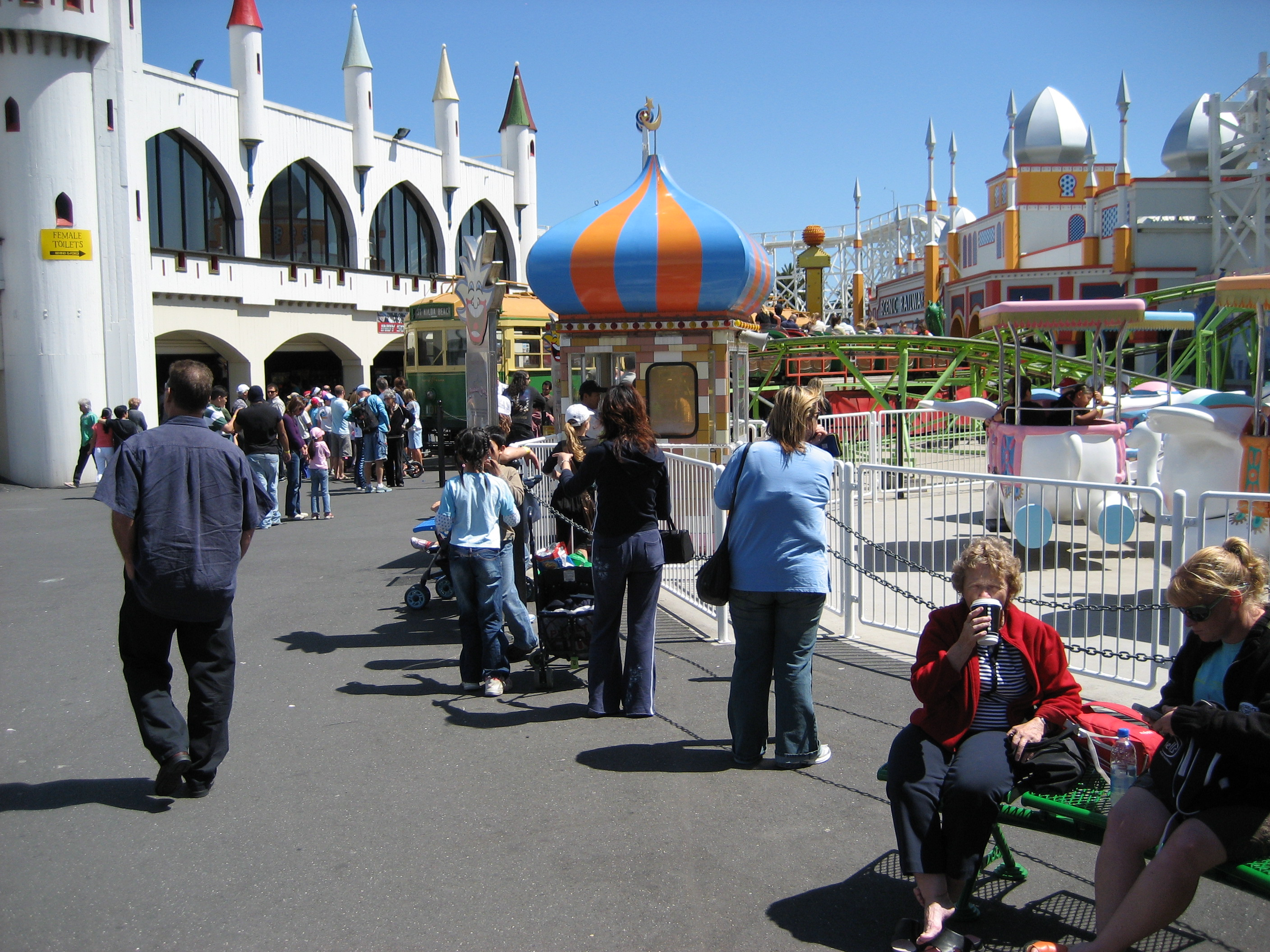
公園內部
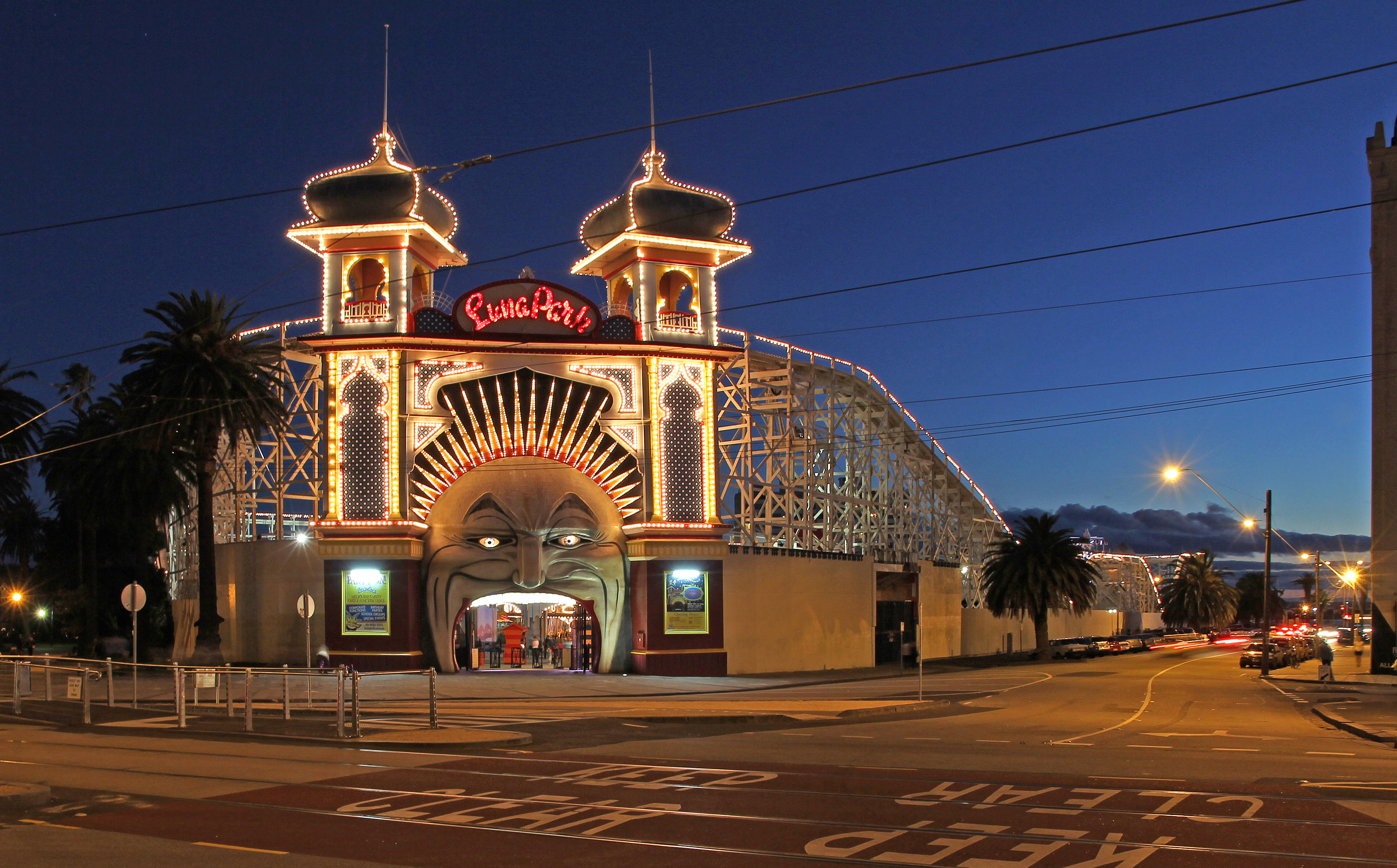
入口
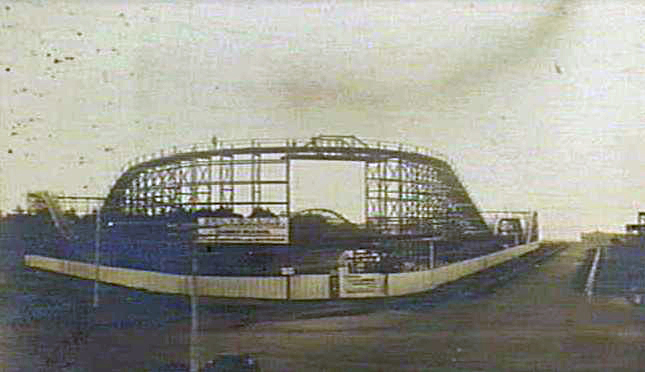
1912年時的公園

## 外部連結
- 官方网站
- St Kilda Historical Society article